# ヨハン・ゴットリーブ・ガーン

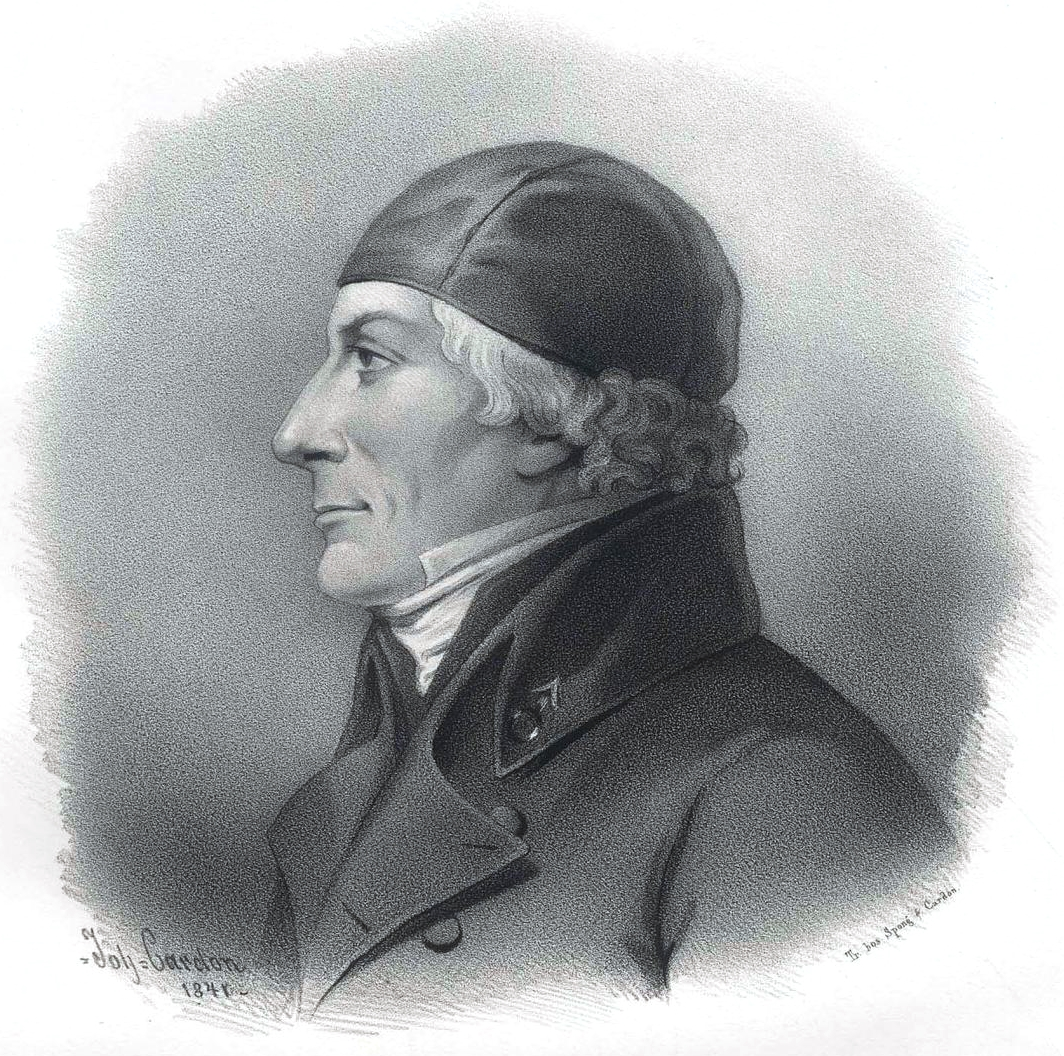
Johan Gottlieb Gahn

ヨハン・ゴットリーブ・ガーン（Johan Gottlieb Gahn、1745年8月19日 - 1818年12月8日）は、スウェーデンの化学者、鉱物学者、鉱山技師である。マンガンの発見者として知られる。

## 人物
鉄鉱山の街ボクスナに生まれる。幼い頃父親を失い鉱山で働いた。T・O・ベリマンに鉱物学を学び分析技術に熟練した。1774年にピロルサイト（軟マンガン鉱）を還元して、金属マンガンの単離に成功した。マンガンの存在は多くの化学者が確信していたが、還元・単離は困難な作業であった。
1784年に鉱山大学の監督官になり、鉱山と精錬所の経営にも成功し、晩年は身分制議会の議員にもなった。イェンス・ベルセリウスらと共同で硫酸、硝酸などを製造する化学工場を設立した。